# 에티오피아 노동자당

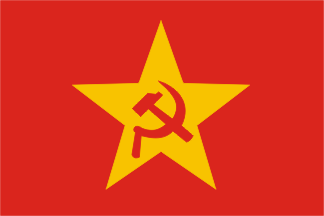
에티오피아 노동자당 기

에티오피아 노동자당(암하라어: የኢትዮጵያ ሠራተኞች ፓርቲ; 영어: Workers' Party of Ethiopia; WPE)은 1984년부터 1991년까지 에티오피아의 마르크스-레닌주의 공산주의 정당으로 총서기 멩기스투 하일레 마리암이 이끌었다. 에티오피아 노동자당은 1984년 에티오피아의 집권 임시정부인 데르그에 의해 계획된 미래 사회주의 국가의 선봉당으로서 설립되었다. 1987년, WPE는 에티오피아 인민민주공화국 수립 이후 일당제가 되었고, 1991년 해체될 때까지 유일한 합법 정당이었다. 그 정당은 2022년 8월에 재창당되었다.

## 형성
에티오피아 노동자당(WPE)은 1984년 9월 12일 데그가 집권한 지 10주년이 되는 해체를 기념하기 위해 설립되었다. 멩기스투는 총서기라는 직함으로 당 대표가 되었다. WPE의 정치국은 COPWE의 집행위원회를 대체하여 에티오피아의 최고 의사결정 기구로, 이들 중 7명은 데르그의 생존 멤버였고 나머지 4명은 민간 이데올로기와 기술관료였다. 중앙위원회는 183명으로 확대되었고, 5년마다 당대표자회가 열린다. 일반적으로, 멩기스투의 희망은 어떤 반대파보다 우세했고, 정치국 위원 선출에 관련된 족벌주의는 어쨌든 반대파가 보통 미미하다는 것을 의미했고, 전체 평의회는 합법적인 정부 기구라기보다는 멩기스투의 희망에 대한 대변자 역할을 더 많이 하게 되었다. 국가 차원에서 WPE의 회원 자격은 군인 및 티그라이인과 암하라인과 같은 "대 에티오피아"의 개념을 역사적으로 지지했던 특정 민족 집단의 회원들에게 크게 기울었다. 그러나 지역적, 지역적 차원에서는 민족성과 군 복무가 덜 중요해져 많은 수의 민간인과 다양한 민족 구성원들이 권력의 위치에 있게 되었다.

## 종말
1980년대 후반 WPE가 집권했을 때 에티오피아는 가뭄과 데르그의 잘못된 국가 운영으로 황폐화되었고, 세계의 공산주의 운동은 쇠퇴하고 있었다. 1990년대 초, WPE의 권력은 1990년 소련의 지원이 끝나고, 아프리카 전역에서 다당 정치로의 동시 이동과 에티오피아 내전 기간 동안 증가하는 무장 반란 속에서 풀리기 시작했다. 멩기스투는 1991년 에티오피아에서 반군이 정부를 패배시키고 정권을 잡기 일주일 전에 도망쳤다. WPE는 1991년 5월 에티오피아의 새 과도 정부에 의해 해산되었고, 대부분의 지도자들은 당의 통치 기간 동안 자신들의 위치에서 저지른 범죄로 투옥되었다.

## 같이 보기
- 블랑키주의